# Ida Ou Guelloul
Ida Ou Guelloul (franska: Ida Ou Guelloul (CR), Ida Ou Guelloul (Commune Rurale), arabiska: ايذا وعزا) är en kommun i Marocko.   Den ligger i provinsen Essaouira och regionen Marrakech-Safi, i den centrala delen av landet, 400 km sydväst om huvudstaden Rabat. Antalet invånare är 6 650.